# Kødbyen
Kødbyen er det populære udtryk for den del af Vesterbro i København, hvor størstedelen af byens fødevaregrossister, specielt kødgrossister, holder til.[kilde mangler] Området afgrænses af Hovedbanegården, Ingerslevsgade, Halmtorvet og Skelbækgade og dækker et område på cirka 400 x 600 meter.
Kødbyen inddeles normalt i den ældre del (opført fra 1878), Den Brune Kødby, hvortil hører Øksnehallen (fra 1901), og den nyere del, Den Hvide Kødby (opført 1931-34) . Navnene kommer af farverne på bygningerne, der for de ældstes vedkommende oprindeligt er bygget i gule mursten, der senere har ændret farve, mens de nyere bygninger er malet hvide.
Kødbyen var oprindeligt inddelt i fem veje med navnene; Kvægtorvsgade, Staldgade, Slagtehusgade, Flæskeboderne og Høkerboderne. Senere er Onkel Dannys Plads og Halmtorvet blevet en del af området.
En stor del af Brune kødby er i dag ikke længere en del af de oprindelige aktiviteter, men bliver brugt til andre aktiviteter, såsom uddannelse eller caféer. 
I 2005 besluttede Københavns Borgerrepræsentation at udvikle Den Hvide Kødby til hjemsted for kreative erhverv og køderhverv. Som følge heraf, er der i de seneste år kommet en del restauranter, gallerier og kreative erhverv til området.
2007 blev Den Brune og Hvide Kødby udpeget som nationalt industriminde af Kulturarvsstyrelsen.